# Religie etniczne
Religia etniczna – system wierzeń wyznawanych przez konkretną grupę etniczną, wykształcony w jej obrębie i ściśle związany z jej tradycją, kulturą i specyfiką zamieszkiwanego terenu.
Większość religii etnicznych jest politeistyczna lub animistyczna.

## Religie rodzime Europy
Religiami etnicznymi Europy są:
- Rodzimowierstwo germańskie
- Rodzimowierstwo bałtyjskie
- Rekonstrukcjonizm celtycki
- Hellenizm
- Rodzimowierstwo rzymskie
- Rodzimowierstwo słowiańskie

W dawniejszych czasach występowały także: religia Traków, religia Etrusków i inne wierzenia.

## Religie rodzime Afryki
Religiami etnicznymi Afryki są:
- Religia ludu Akan
- Religia ludów Bantu
- Religia Berberów
- Religia Ibo
- Religia ludu Mbuti
- Religia starożytnego Egiptu (kemetyzm)
- Religia Sererów
- Voodoo
- Religia Jorubów
- szamanizm w lokalnych odmianach

## Religie rodzime Azji
Religiami etnicznymi Azji są:

- Bön
- Burchanizm
- Chińska religia ludowa
- Religia Naxi
- Religia drawidyjska
- Religia druzyjska
- Hinduizm[a]
- wczesny judaizm
- Kirant Mundhum
- Religia starosemicka
- Szamanizm koreański
- Mandaizm
- Religia archipelagu Riukiu
- Samarytanizm
- Shintō
- Donyi-Polo
- Sanamahizm
- szamanizm w lokalnych odmianach
- Religia Santalów
- Yazdânizm
- Zaratusztrianizm